# Памятник 26 Бакинским комиссарам (Москва)
Па́мятник 26 Баки́нским комисса́рам — памятник комиссарам, расстрелянным в 1918 году под Красноводском. Установлен 29 мая 1971 года на улице, названной в их честь. Монумент подарили москвичам жители Сабаильского района Баку, который до 1992 года назывался районом 26 бакинских комиссаров. Скульптор — Ибрагим Зейналов. Согласно одним источникам архитектором является Лев Григорьевич Голубовский, по другим — Андрей Борисович Самсонов.
Мемориал представляет собой гранитную глыбу с четырьмя вырубленными в ней бюстами руководителей Бакинской коммуны: Степана Шаумяна,Мешади Азизбекова, Прокофия Джапаридзе, Ивана Фиолетова. Такое композиционное решение — четыре рельефных бюста, вырубленные из единого куска камня, для московского памятника является уникальным. Статуя установлена на кубический постамент на каждой грани которого указаны имена комиссаров. Четыре персоны из 26 выбраны в качестве символа дружбы народов — русских (Фиолетов) и трёх народов Закавказья — армян (Шаумян), грузин (Джапаридзе) и азербайджанцев (Азизбеков). Евреи, грек и латыш, также бывшие среди 26 комиссаров, на памятнике не представлены. 
Памятник установлен на пересечении улицы 26 Бакинских Комиссаров и Ленинского проспекта, напротив Центрального дома туриста (гостиница «Аструс»). Памятник окружён живой изгородью из кустарника. 